# Alejandro Ciangherotti
Alejandro Ciangherotti Erbelia (Buenos Aires, 12 de noviembre de 1912 - Buenos Aires, 29 de agosto de 1975) fue un actor argentino que contrajo nupcias con Mercedes Soler, la menor de la famosa dinastía de los hermanos Soler (Fernando, Andrés, Domingo, Julián, Irene, Gloria, Elvira y Mercedes). Con esta última tuvo tres hijos: Fernando, Alejandro y Mercedes Ciangherotti de Gomar. Formó parte del cine argentino, llegando a filmar numerosas películas, participó en varios papeles de doblaje, tanto en series de televisión como dando voces a personajes animados. Contrajo segundas nupcias en 1973 con Margarita Díaz Mora.

## Trayectoria

### Películas
- Pilotos de combate (1973)
- Mecánica nacional (1972) …. Lalo
- De color moreno (1963)
- Dos años de vacaciones (1962)
- El extra (1962)
- Twist locura de la juventud (1962) …. Don Gonzalo
- El pecado de una madre (1962)
- Rosa blanca (1961)
- La sombra en defensa de la juventud  (1960)
- Sube y baja (1959) ... Pretendiente
- Cuando México canta (1958)
- Pobres millonarios (1957)
- Pablo y Carolina (1957) …. Enrique
- Cien muchachas (1957)
- El hombre que quiso ser pobre (1956)
- Abajo el telón (1955) ... Representante
- Necesita un marido (Me lo dijo Adela) (1955)
- La mujer que tú quieres (1952)
- Un gallo en corral ajeno (1952) ... Pretendiente rico
- La loca (1952)
- Si yo fuera diputado... (1952) ... Maestro de canto
- Ella y yo (1951) ... Golfista, Novio
- Puerto de tentación (1951)
- Amor a la vida (1951) …. Ramiro Casimiro Soto
- Vivillo desde chiquillo (1951)
- La boca (1951)
- Entre tu amor y el cielo (1950)
- Huellas del pasado (1950)
- También de dolor se canta (1950) …. Director Borcelini
- No desearás la mujer de tu hijo (1950) …. Régulo González Galindo
- Cuide a su marido (1950)
- Mujeres en mi vida (1950)
- La hija del penal (1949)
- Novia a la medida (1949)
- Los amores de una viuda (1949)
- Hermoso ideal (1948) …. Pablo de Argote
- Los tres huastecos (1948) …. Alejandro
- Cartas marcadas (1948) …. Ernesto
- Los viejos somos así (1948) ... Martín
- La insaciable (1947) …. Márques
- Extraña obsesión (1947)
- Mujer contra mujer (1946)
- El ahijado de la muerte (1946) …. Don Julio
- Ocho hombres y una mujer (1946)
- No basta ser charro (1946)
- Cantaclaro (1946) …. Juan el Veguero
- Las cinco advertencias de Satanás (1945)
- El que murió de amor (1945) ... Narrador (voz)
- Lo que va de ayer a hoy (1945)
- Canaima (1945)
- Tribunal de Justicia (1944)
- Caminito alegre (1944) …. Luis
- Una carta de amor (1943) …. Teniente Mireles
- El hombre de la máscara de hierro (1943)
- Padre Mercader (1938)
- Bohemios (1935) …. Sergio
- El corazón de la gloria (1926)

### Televisión
- El chofer (1974-1975) .... Armando
- Los miserables (1973) .... Fauchelevent
- Muñeca (1973) .... Anselmo
- Mi rival (1973)
- El carruaje (1972) .... Ponciano
- El derecho de los hijos (1971)
- La Constitución (1970) .... Julio
- Aventuras de Huck (1969)
- La duda (1967)
- El dolor de amar (1966)
- Los medio hogares (1966)
- La calle en que vivimos (1965)
- La familia Miau (1963)
- Borrasca (1962)
- El caminante (1962)
- Conflicto (1961) ... Eduardo Altamirano
- La honra de vivir (1961)
- María Guadalupe (1960)

### Doblaje de series de TV
- Batman …. Alfred y Alan Napier
- Mi marciano favorito …. Detective Bill Brennan
- Hechizada …. Agner Kravitz y George Tobias
- Combate …. Varios
- El Súper Agente 86 …. Varios
- Los Intocables …. Varios
- El Gran Chaparral …. Varios
- Los Supersónicos …. Sr. espacial y Mel Blanc
- Los Picapiedra …. Voces diversas
- Meteoro …. Voces varias
- El súper agente Picapiedra (1966) …. Voces varias
- Los Monsters
- Pixie, Dixie y el Gato Jinks …. Gato Jinks (segunda voz)